# Martin-Gruber-Anastomose
Eine Martin-Gruber-Anastomose ist eine Verbindung aus Nervenfasern zwischen dem Nervus medianus (N. medianus) und dem Nervus ulnaris (N. ulnaris) am Unterarm. Diese anatomische Normvariante ist sehr häufig, ihre Prävalenz wird in der Literatur zwischen 6 und 47 % angegeben.

## Verlauf
Die Fasern der Martin-Gruber-Anastomose verlassen den N. medianus oder einen seiner Nebenäste (häufig der Nervus interosseus anterior) in der Ellenbeuge (Fossa cubitalis), verlaufen auf dem Musculus flexor digitorum superficialis oder Musculus flexor digitorum profundus und schließen sich dann dem N. ulnaris an. Die Anastomose besteht meist aus einem Nervenstrang, selten zwei.
Es wurde eine Vielzahl von Klassifikationen des Anastomosenverlaufs vorgeschlagen. Exemplarisch eine Einteilung aus Roy et al. (2016):
- Typ I: Verbindung zwischen den Hauptstämmen des N. medianus und N. ulnaris
- Typ II: Verbindung zwischen Nervus interosseus anterior (Ast des N. medianus) und N. ulnaris
- Typ III: Verbindung zwischen Ast des N. medianus (nicht N. interosseus anterior) zur Beugemuskulatur des Unterarmes und N. ulnaris
- Typ IV: Verbindung zwischen Ast des N. medianus zur Beugemuskulatur des Unterarms und Ast des N. ulnaris zur Beugemuskulatur des Unterarms

Nach dem Innervationsort der an den N. ulnaris abgegebenen Fasern werden drei Subtypen der Anastomose unterschieden:
- Typ I: Fasern enden im Hypothenar
- Typ II: Fasern enden im Musculus interosseus dorsalis I
- Typ III: Fasern enden im Thenar

## Bedeutung
Das Vorhandensein einer Martin-Gruber-Anastomose kann die Interpretation elektroneurografischer Messungen am Unterarm erschweren. Infolge der unterhalb des Ellenbogens zum N. ulnaris hinzutretenden Nervenfasern fällt das Muskelsummenaktionspotential (MSAP) bei Stimulation oberhalb des Ellenbogens kleiner aus als bei distaler Stimulation am Handgelenk, dies kann als Schädigung des N. ulnaris auf Höhe des Ellenbogens fehlinterpretiert werden. Ebenso kann infolge der Anastomose eine falsch hohe Nervenleitgeschwindigkeit (NLG) des N. medianus gemessen werden, da die Reizimpulse früher den vom N. ulnaris innervierten Musculus adductor pollicis erreichen als den bei der Medianus-Neurografie abgeleiteten Musculus abductor pollicis brevis. Der Untersuchung erkennt dies an einer veränderten Form des MSAP im Vergleich von proximaler und distaler Stimulation.
Durch die Anastomose kann bei Verletzungen des N. medianus distal des Abgangsortes die Funktion von Handmuskeln erhalten bleiben, die eigentlich über den N. medianus versorgt werden.

## Geschichte
Die Bezeichnung geht auf die Anatomen Roland Martin (1763) und Wenzel Gruber (1870) zurück, die diese anatomische Variante jeweils beschrieben.